# 結城幸枝
結城 幸枝（ゆうき さちえ、1968年3月23日 - ）は、日本の元フィギュアスケート選手。

## 経歴
小学3年生のときにスケートを始める。
1980年の第48回全日本ジュニア選手権で2位となる。1983年に行われた第51回全日本選手権では小沢樹里、青谷めぐみに続き3位につけ、引退した渡部絵美の後継者の候補となった。
同年11月には伊藤みどりと共に欧州遠征を行い、プラハ国際2位、エニア・チャレンジ・カップで3位と入賞。同年12月のユーゴスラビアのサラエヴォで行われた世界ジュニア選手権では5位。翌年1月に行われた第52回全日本ジュニア選手権では2位となった。
1985年の第53回全日本選手権では伊藤みどり、加藤雅子に続き3位、翌年の全日本選手権では2位となった。1988年のカルガリー五輪には指定強化選手に選ばれたが、1988年の全日本選手権では8位となり代表には落選した。

## 主な戦績
| 大会/年                              | 1979-80 | 1980-81 | 1981-82 | 1982-83 | 1983-84 | 1984-85 | 1985-86 | 1986-87 | 1987-88 |
| ------------------------------------ | ------- | ------- | ------- | ------- | ------- | ------- | ------- | ------- | ------- |
| ユニバーシアード大会                 |         |         |         |         |         |         |         | 11      |         |
| 全日本選手権                         |         | 6       |         | 3       |         | 3       | 2       |         | 8       |
| 全日本フィギュアスケートフリー選手権 | 1       | 2       | 2       | 3       | 2       |         |         |         |         |
| NHK杯                                |         | 5       | 6       | 6       |         | 6       | 4       | 8       |         |
| 世界Jr.選手権                        |         |         |         | 5       |         |         |         |         |         |
| 全日本Jr.選手権                      | 2       |         |         |         | 2       |         |         |         |         |